# Hohmann-bane
En Hohmann-bane er en af de mest brændstofbesparende, men samtidig også den langsomste "rejserute" for et rumfartøj, som skal rejse mellem to (omtrent) cirkel-formede omløbsbaner omkring det samme centrale himmellegeme. Denne bane er opkaldt efter den tyske videnskabsmand Walter Hohmann, som offentliggjorde en afhandling om emnet i 1925. I sovjetisk litteratur ses denne bane ofte omtalt som en Hohmann-Vetchinkin-bane, fordi matematikeren V.P. Vetchinkin beskrev den samme type bane i en række offentlige foredrag om interplanetariske rejser, som han holdt i årene 1921-1925.

## Princippet i en Hohmann-bane
En Hohmann-bane er lige netop halvdelen af den ellipseformede omløbsbane, som lige akkurat tangerer de to cirkelrunde omløbsbaner. På tegningen til højre ses to planeter, 1 og 3, der kredser om den samme stjerne i midten: Hohmann-banen fører væk fra den inderste planet ved 1 og følger halvdelen af den gule ellipse, indtil den møder den yderste planet ved 3. Samme ellipse-kurve kan bruges til rejser fra planeten ved 3, tilbage til planeten ved 1.
Ved rumrejser mellem to planeter må afrejsetidspunktet vælges sådan, at rumfartøjet og "destinations-planeten" ankommer til deres fælles mødepunkt (omtrent) samtidig — afrejsen skal derfor ske, når de to planeter står i en bestemt indbyrdes position i Solsystemet, og det sker med regelmæssige mellemrum; for rejser fra Jorden til Mars indtræffer disse "gunstige tidspunkter" omtrent hver 25. måned. 

## Tid og brændstoføkonomi
Hohmann-banen er velegnet til f.eks. rumflyvninger fra Jorden til en af de andre små stenplaneter i Jordens nærhed. Flyvninger til de andre planeter længere ude i vort Solsystem vil tage for lang tid med en Hohmann-bane (strømforsyning og andre systemer om bord har en begrænset "levetid", selv i ubemandede rumfartøjer), så til sådanne rumflyvninger benytter man en hurtigere, men mere brændstofkrævende "rute", og/eller benytter tyngdekraften af store planeter som Jupiter til at vinde ekstra fart undervejs.
Hohmann-banen er næsten altid den mest brændstoføkonomiske måde at rejse mellem to omløbsbaner omkring det samme centrale himmellegeme, men for rejser mellem omløbsbaner, hvis halve storakser har et indbyrdes forhold på 12 til 1 eller mere, kan en såkaldt bielliptisk overføringsbane i visse tilfælde vise sig mindre brændstofkrævende end den tilsvarende Hohmann-bane.